# 米朱爾山
米朱爾山是歐洲東南部的山峰，位於保加利亞和塞爾維亞之間接壤的邊境，屬於巴爾幹山脈的一部分，海拔高度2,169米，是該山脈第12高山峰。

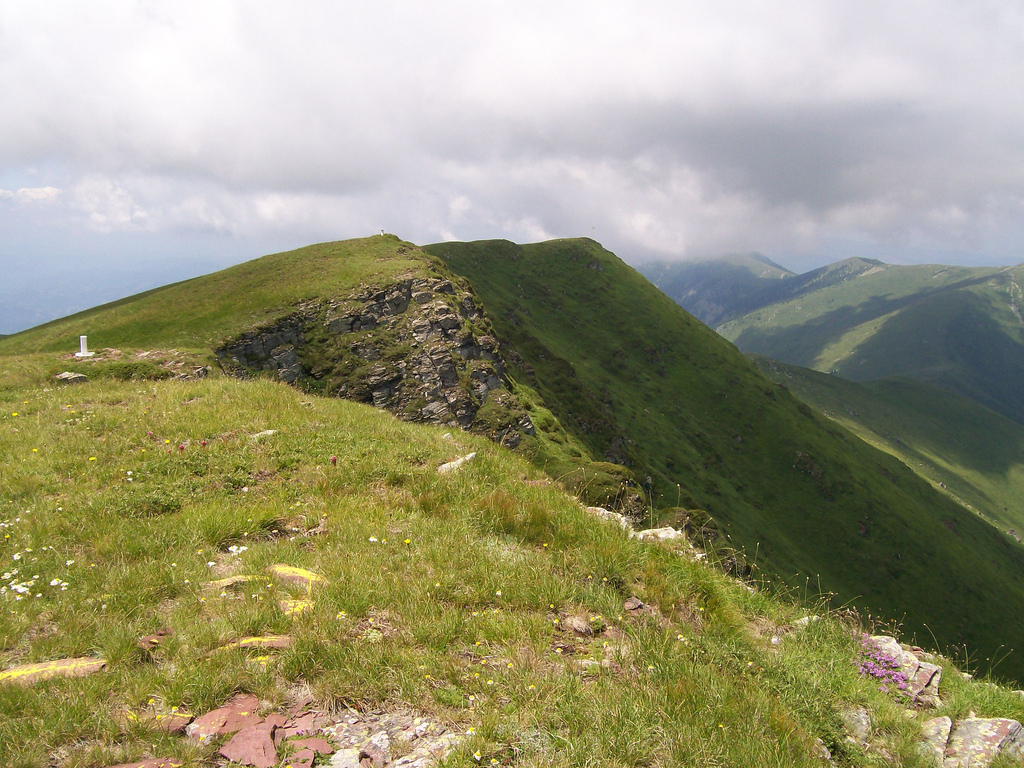

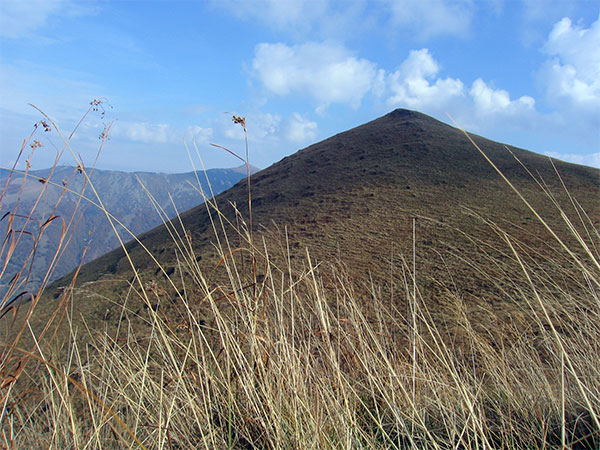

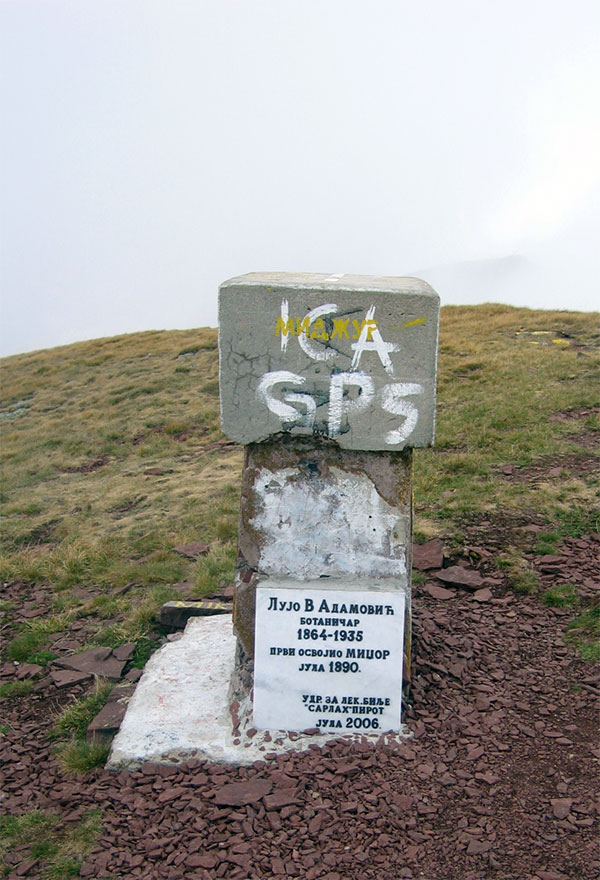

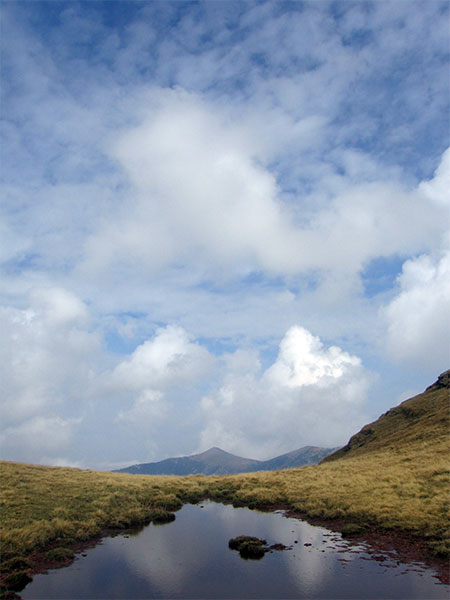

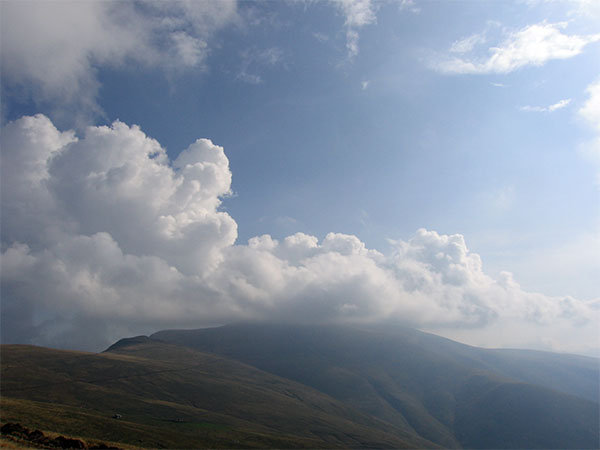

## 外部連結
- Midžor on Summit post （页面存档备份，存于）
- Peakbagger link （页面存档备份，存于）